# Noctua consequa
Noctua consequa är en fjärilsart som beskrevs av Jacob Hübner 1800/03. Noctua consequa ingår i släktet Noctua och familjen nattflyn. Inga underarter finns listade i Catalogue of Life.